# Perfektionismus (Psychologie)
Perfektionismus ist ein Persönlichkeitsmerkmal, das in erster Linie durch sehr hohe Maßstäbe, einer Rigidität der Maßstäbe und einem leistungsabhängigen Selbstwert charakterisiert ist. Abzugrenzen ist Perfektionismus von hoher Gewissenhaftigkeit. Das Streben nach Perfektion bringt den Menschen zu guten Leistungen. Ist es aber vor allem durch Angst motiviert, kann es umschwenken in den pathologischen Perfektionismus. Dieser kann das Leben hemmen und die Person an der eigenen Entfaltung hindern.

## Allgemeines
Perfektionisten vermissen häufig ein klares, positives und sicheres Gefühl der eigenen, persönlichen Identität, wodurch sie das starke Bedürfnis entwickeln, es sich selbst und anderen Menschen zu beweisen. Dabei ist das Bedürfnis nach Anerkennung und anderen zu gefallen, gerade bei bestehenden sozialen Erwartungsstandards sehr hoch. Es besteht nicht immer das Bedürfnis, perfekt zu sein, sondern oft nur perfekt zu wirken. Allgemeine Selbstoptimierungsbestrebungen spielen häufig eine wichtige Rolle.
Perfektionismus beinhaltet den Anspruch, eigene Handlungen fehlerfrei und vollkommen auszuführen. Seine Motivation ist weniger die Freude an der Vollkommenheit, als die Hoffnung auf Unangreifbarkeit, Sicherheit und Zugehörigkeit. Zentral ist die Angst vor Ablehnung. Dadurch steht das Bemühen um optimale und angepasste Selbstdarstellung im Vordergrund. Kleine Fehler werden oft als Katastrophe wahrgenommen. Häufig werden Bereiche gemieden, die Unperfektheit befürchten lassen.  Häufig wird dadurch das eigene Lebensziel verfehlt. Alfred Adler spricht auch vom „Lebensirrtum“.
Perfektionsstreben kann im Wesentlichen als ein Konstrukt mit Ausprägungen in zwei Dimensionen aufgefasst werden:
1. Streben nach Vollkommenheit (perfektionistisches Streben): fasst unter anderem die Eigenschaften hohe persönliche Standards und Organisiertheit zusammen.
2. Übertriebene Fehlervermeidung (perfektionistische Besorgnis): umfasst u. a. die Eigenschaften Leistungszweifel und Fehlersensibilität, aber auch Angst vor Bewertung, besonders durch Eltern und Schule.[1][7]

Das Streben nach Perfektion – wie in der ersten Dimension – stellt dabei den gesunden und funktionalen Anteil dar. Sind beide Dimensionen gleichzeitig gegeben, so ist es ein ungesundes oder dysfunktionales Perfektionsstreben und wird auch als Perfektionismus benannt, bei dem der Misserfolg als dominantes Vermeidungsziel bestehe. Hierbei ist es extrinsisch und nicht intrinsisch motiviert. Andere Autoren unterscheiden den negativen Perfektionismus mit der Angst vor dem Scheitern vom positiven Perfektionismus mit dem Wunsch nach Erfolg.
Die soziale Abwehrhaltung, die aus der Angst resultiert, aufgrund überhöhter perfektionistischer Selbstdarstellung durchschaut zu werden, kann Feindseligkeit und Abneigung beim Gegenüber hervorrufen (Hewitt und Flett, 1991; Hewitt et al., 2008). Roxborough et al. beschreiben, dass Perfektionisten ein sogenanntes neurotisches Paradoxon schaffen, bei dem das übermäßige Verlangen nach Zugehörigkeit und sozialer Verbundenheit das perfektionistische Bedürfnis verstärken. Hewitt schreibt, dass die ängstliche Vermeidung des Aufdeckens eigener Unvollkommenheiten darauf zielen kann, sich selbst und anderen gegenüber das Eingeständnis des Scheiterns des Lebens zu vermeiden. Studien weisen auf das prägende Schwarz-Weiß-Denken hin, das Betroffene nach dem Alles-oder-nichts-Prinzip jeden Fehler als allumfassende persönliche Bedrohung wahrnehmen lässt (Blatt, 1995; Hewitt et al., 2006).
Die Rigidität des Perfektionisten behindert die Spontaneität, da im Vorhinein alles bis ins kleinste Detail durchdacht werden muss. Von der reinen Misserfolgsangst unterscheidet sich der Perfektionismus durch die Setzung von hohen und starren Maßstäben. So strebt der Perfektionist zum Maximum, während bei reiner Misserfolgsangst die Optimierungsabsicht keine Rolle spielt.
Der populärwissenschaftliche Autor Raphael M. Bonelli beschreibt den Perfektionist als einen Menschen, der die Spannung zwischen „Soll“ (Ideal, Anspruch) und „Ist“ (Realität) nicht erträgt und deshalb eine übergroße Angst vor Fehlern und Kritik entwickelt, die er zu vermeiden sucht.

## Geschichte
Bereits 1956 hat der bekannte Verhaltenstherapeut Albert Ellis den Perfektionismus in die Liste der zwölf irrationalen Überzeugungen aufgenommen. Ellis definierte den Perfektionismus als das absolute Streben nach Perfektion, als Selbstanspruch, vollkommen leistungsfähig und intelligent in möglichst allen Bereichen sein zu müssen.

## Diagnostik

### Messmethoden
Funktionale und dysfunktionale Facetten des Perfektionismus können mit der mehrdimensionalen Perfektionismus-Skala von Frost u. a. (MPS-F/FMPS) oder auch mit der „Self Oriented Perfectionism und Socially Prescribed Perfectionism“-Skala (HMPS) von Hewitt und Flett ermittelt werden. Der FMPS-Fragebogen besteht dabei aus 35 Fragen, mit denen die sechs von Frost postulierten Facetten erfasst werden, dieser wurde von Altstötter-Gleich & Bergemann (2006) ins Deutsche übersetzt und validiert.
Der MPS-F basiert zum Teil auf früheren eindimensionalen Ansätzen. In die Bewertung fließen dabei persönliche Standards, Zweifel an Handlungen, die Sorge um Fehler, elterliche Erwartungen und Kritik sowie Ordnung mit ein. Im Gegensatz dazu misst der HMPS selbstorientierten, gesellschaftlich vorgeschriebenen und von anderen orientierten Perfektionismus.
- Burns Perfectionism Scale von Burns, 1980.
- Eating Disorder Inventory (EDI), Perfektionismus Subskala von Garner u. a., 1991.
- Measure Obsession and Compulsions (MOCI) von Rachman und Hodgson, 1980.

Anwendung findet auch das „Perfectionism Cognitions Inventory (PCI)“. Dies stellt 25 Bewertungspunkte dar, die Aufschluss geben über die Häufigkeit perfektionistischer Grübeleien, wie das Verlangen perfekt zu sein und damit einhergehende Bedenken, eigentlich unvollkommen zu sein, widerspiegeln.
Laut Stoeber (2014) beschreibt das PCI drei wesentliche Faktoren, wie perfektionistische Bedenken, perfektionistische Bestrebungen und perfektionistische Anforderungen.

### Zwei-Facetten-Modell
Don E. Hamachek (1978) schlug die Differenzierung des Perfektionismus in einen normalen (funktionalen) und einen neurotischen (dysfunktionalen) Typus vor.

### Sechs-Facetten-Modell
Randy O. Frost und Kollegen haben 1990 ein Modell mit sechs Facetten des Perfektionismus herausgearbeitet:
- hohe persönliche Standards,
- Organisiertheit,
- Fehlersensibilität,
- leistungsbezogene Zweifel,
- Erwartung der Eltern und
- Kritik durch Eltern.[15]

Dieses Modell impliziert, dass Perfektionisten sich hohe Standards setzen, über eine ausgeprägte Werteordnung und Organisiertheit verfügen, Fehler zu vermeiden versuchen, Unentschlossenheit zeigen und großen Wert auf die vergangene bzw. aktuelle Bewertung durch die Eltern legen.

### Drei-Facetten-Modell
Die Psychologen Paul L. Hewitt und Gordon L. Flett stellten 1991 ein Drei-Facetten-Modell vor. Sie unterscheiden drei Arten des Perfektionismus in zwei Stufen: Die erste Stufe ist die Frage, von welcher Quelle die hohen Ansprüche ausgehen, und die zweite Stufe studiert, an welche Person sie sich richten. Daraus ergeben sich die drei Arten des Perfektionismus:
- selbstorientierter Perfektionismus (Perfektionismuserwartungen an sich selbst),
- sozial vorgeschriebener Perfektionismus (Überzeugung, dass der eigenen Person perfektionistische Anforderungen auferlegt worden sind) und
- fremdorientierter Perfektionismus (Perfektionserwartungen von anderen).[3]

Dieses Modell wurde später von denselben Autoren durch die Dimension der perfektionistischen Selbstdarstellung ergänzt. Dies stellt das Verlangen dar, in der Öffentlichkeit als perfekt und fehlerlos zu erscheinen. Hewitt nennt dabei wesentliche Charakteristika wie die Vermeidung der Zurschaustellung sowie der Offenlegung der eigenen Unvollkommenheit und die perfektionistische Selbstinszenierung.

### Perfektionismus und Persönlichkeit
Stumpf und Parker stellen einen hohen Zusammenhang zwischen dem Perfektionismus und den Big Five heraus. So korrelieren funktionale Perfektionismus-Facetten wie hohe persönliche Standards und Organisiertheit mit Gewissenhaftigkeit. Dagegen korrelieren dysfunktionale Facetten wie leistungsbezogene Zweifel und Fehlersensibilität mit Neurotizismus.

### Perfektionismus und Zwangserkrankung
Die Verwandtschaft zwischen Zwangserkrankungen und dem Perfektionismus ist im Hinblick auf das Handeln klar erkennbar. Zwangsstörungen sind gekennzeichnet durch einen inneren Drang, bestimmte Gedanken oder Handlungen immer wieder zu wiederholen. Gleich ist es beim Perfektionisten, bei dem ebenso ein inneres Muss zur Geltung kommt.
Im DSM-5 (2013, revidiert 2022) ist Perfektionismus das zweite von acht Diagnosekriterien für die zwanghafte Persönlichkeitsstörung.

### Perfektionismus und Narzissmus
Einzelstudien im Zusammenhang mit Schönheitsoperationen ließen eine Korrelation zwischen Narzissmus und Perfektionismus erkennen. So würde bei Personen mit steigendem Grad von Narzissmus und Perfektionismus gleichzeitig auch das Interesse an Schönheitsoperationen ansteigen, um gesellschaftlichen Druck nach einem perfekten Aussehen erfüllen können.

## Ursachen
Sowohl der psychologische Faktor »Neurotizismus« als auch die »Gewissenhaftigkeit«, die beide mit dem Perfektionismus zusammenhängen, werden zu etwa 50 Prozent genetisch determiniert. So kann eine gewisse Neigung zum Perfektionismus angeboren sein. Eine Zwillingsstudie von Tozzi stellt jedoch nur einen moderaten genetischen Effekt heraus.
Zweitens ist Perfektionismus durch Umwelteinflüsse (z. B. Erziehung, soziale Standards, Peer, Lebenserfahrungen) verstärkbar. So kann er durch ein Verhalten der Eltern, das zum einen hohe Standards setzt und zum anderen zu wenig Wärme und Akzeptanz schenkt, verstärkt werden.

## Verbreitung
Eine Studie zeigte bei Frauen eine stärkere Korrelation zwischen Neurotizismus und perfektionistischen Strebungen als bei Männern. Der populärwissenschaftliche Autor Raphael M. Bonelli konstatiert, dass Leistungsfähigkeit und die äußere Erscheinung heutzutage einer allgegenwärtigen Optimierungspflicht unterlägen. Auch die innere Erscheinung solle ständig verbessert werden: Jeder habe auch an seiner Kreativität, der emotionalen Intelligenz oder anderen Erscheinungsformen des Mentalen zu arbeiten. Der Perfektionismus sei der derzeitige Zeitgeist. Eine Studie zeigte eine Korrelation zwischen dem Maß an sozial bzw. gesellschaftlich vorgeschriebener Perfektion und dem Niveau an Neurotizismus bei untersuchten Probanden.
Weniger erforscht sind gesellschaftliche Ursachen des Zwangs zum Perfektionismus. Basierend auf einem Kohortenvergleich konstatierte eine Metastudie eine lineare Zunahme des selbst auferlegten Perfektionismus, des sozial geforderten Perfektionismus sowie der an andere gestellten Perfektionsanforderungen bei insgesamt über 41.000 US-amerikanischen, kanadischen und britischen Collegestudenten in den letzten 27 Jahren bis 2016. Die Autoren sehen diese Entwicklung als Ausdruck der Verbreitung neoliberaler Governance-Modelle seit 1980 und eines zunehmend kompetitiven Individualismus an.

## Verlauf und Komorbidität
Studien konnten zeigen, dass Perfektionismus mit einer geringeren Lebenserwartung einhergeht. Als Ursache wird eine Korrelation zum höheren Stressniveau vermutet, welches längerfristig höher als normal gegeben ist (Flett et al. 2012; Molnar et al., 2012; Fry und Debats, 2009).
Perfektionismus stellt nach Egan et al. (2011) generell einen bedeutenden Vulnerabilitätsfaktor für psychische Störungen dar. Spezifische Diathese-Stress-Modelle gehen davon aus, dass perfektionistisches Streben und perfektionistische Besorgnis als Stressoren wirken und unterschiedlich mit Stressreaktionen assoziiert sind. Perfektionismus ist somit kein Merkmal, das nur auf Stress reagiert, sondern auch mit Stress interagiert und selbst Stress erzeugt.
In klinischen Studien wird (dysfunktionaler) Perfektionismus mit Störungsbildern wie Alkoholismus, Depression (Enns & Cox, 1999; Hewitt & Flett, 1991b), Angst- und Zwangsstörungen (Frost und Steketee, 1997), sexuellen Funktionsstörungen, Essstörungen (Cockell et al., 2002; Hewitt, Flett, Ediger, 1995; McGee, Hewitt, Sherry, Parkin, Flett, 2005), körperdysmorphen Störungen, Borderline-Persönlichkeit (Hewitt, Flett & Turnbull, 1994; Roxborough, Hewitt, Flett & Abizadeh, 2009) Angstzuständen (Shafran und Mansell, 2001; Egan et al., 2011; Lloyd et al., 2014; Dang et al., 2019), Schlaflosigkeit (Vincent und Walker, 2000),  sozialer Phobie (Juster et al., 1996) sowie Suizidgedanken in Verbindung gebracht.
So können Symptome einer Essstörung beispielsweise durch die Interaktion von Perfektionismus mit körperlicher Unzufriedenheit hervorgerufen werden. Dabei zählt das Abnehmen als Leistung. So geht Anorexia nervosa gehäuft mit Perfektionismus einher (Fairburn et al. 2003; Ijzermans und Bender 2013). Gerade in Hinsicht auf das eigene Körperbild kann Perfektionismus zu erheblichen Problemen führen. So berichten Personen mit einem hohen Grad an gesellschaftlich vorgeschriebenem Perfektionismus, dass sie sich mit den soziokulturellen Idealen unter Druck gesetzt fühlen würden (Sherry, Hewitt, Lee-Baggley, Flett & Besser, 2004). Dies kann infolgedessen zur Entwicklung einer Körperbildstörung beitragen. Ebenso zeigen Hinweise auf, dass Perfektionismus die Symptome von chronisch entzündlichen Darmerkrankungen (CED) bei Patienten mit Essstörungen verschlimmern kann (Tang et al., 1998). Dies korreliert mit den von Flett gemachten Beobachtungen, dass Perfektionismus als Faktor anzusehen ist, der mit einer maladaptiven Bewältigung und einer erhöhten Auswirkung von IBD (Inflammatory Bowel Disease) verbunden ist.
Perfektionismus fördert depressive Stimmungszustände bis hin zur Depression (Leahy, 2007; Flett und Hewitt, 2004; Limburg et al., 2017). Studien zeigten, dass nicht allein die hohen und starren Maßstäbe mit Depression korrelieren, sondern auch die Kombination mit dem erfolgsabhängigen Selbstwert (Flett und Hewitt, 2004).
Durch die ständige Angst vor Fehlern, Kritik und von anderen in Frage gestellt zu werden, steigt der innere Druck. Folglich kann es zu Unzufriedenheit, Verbitterung, Selbstverachtung und Erschöpfung kommen und in Einzelfällen in einem sogenannten Burn-out münden.
Unter anderem kann Perfektionismus auch von Selbstverletzung (O’Connor, Rasmussen und Hawton, 2010) bis hin zu Selbstmordgedanken und Suizidversuchen führen (Jacobs et al., 2009). Hierbei sind zwei wesentliche Komponenten relevant: Perfektion, die von einem selbst gefordert wird, und Perfektion, die von anderen für einen selbst gefordert wird. Nach Berman und Jobes stellt starrer Perfektionismus unter Jugendlichen einen wesentlichen Risikofaktor für Suizid dar, gerade dann, wenn die Gefahr droht, das eigene oder von anderen geforderte Leistungsniveau nicht zu erreichen.
Betrachtet man den Perfektionismus in Bezug auf Rehabilitation von Herzpatienten, so ist festzustellen, dass sie einen großen Druck verspüren, ihre Genesung perfekt erfüllen zu müssen (Medved und Brockmeier, 2011:327). Hier gibt es noch einen zusätzlichen geschlechtsbezogenen Faktor, so seien Frauen eher verschwiegen und neigen dazu, sich nicht über ihr wirkliches Befinden zu äußern, da sie andere nicht belasten wollen.

## Therapie
Forschungsergebnisse zeigen, dass Personen mit hohen Perfektionismus-Werten weniger Bereitschaft aufzeigen, Hilfe zu suchen, da es als eine Bedrohung ihres Selbstwertgefühls empfunden werden kann. (Hewitt et al., 2017) So haben Blatt und Zuroff in ihrer Studie postuliert, dass die Behandlung von Perfektionismus relativ schwer sei und sich am besten langfristige Interventionen geeignet wären. (Blatt und Zuroff, 2002) Interessanterweise waren perfektionistische Patienten in der Studie von Zuroff nicht in der Lage, eine positive Allianz mit dem eigenen Therapeuten aufzubauen. Dies führte zu einer negativen Beziehung zwischen perfektionistischen Einstellungen und Behandlungsergebnissen. (Zuroff et al., 2000; Hewitt et al., 2008, 2021; Aubuchon-Endsley, & Callahan, 2009; Constantino et al., 2011)
Nennenswert ist hierbei auch das Studienergebnis, dass Perfektionisten häufig das Gefühl hatten, dass der Therapeut wertend, mit ihrer Leistung als Patient weniger als mit anderen zufrieden war und sie dementsprechend weniger mochte. Schließlich hat der perfektionistische Patient die Bemühung, der perfekte Patient zu sein. (Muran, Segal, Samstag, & Crawford, 1994; Piper et al., 1991;).
Diese Situation kann für den Patienten belastend werden, sodass sie mit typischen Bewältigungsreaktionen wie der Vermeidung in Form von verpassten Sitzungen oder vorzeitigen Abbruch reagieren. Somit stellt die Festigkeit dieser Arbeitsbeziehung zwischen Patient und Therapeut bereits nach der ersten Sitzung prädiktiv für einen Behandlungsabbruch oder -erfolg dar. (Dunkley, Sanislow, Grilo, & McGlashan, 2006; Hilsenroth & Cromer, 2007;) So postuliert Hewitt, dass, sobald eine therapeutische Allianz etabliert sei, ergebnisoffene und nicht-defensive Erkundungen des Prozesses und der Affekte in der Sitzung der Schlüssel sein könnten.
Ein wesentlicher Punkt sei, dass es in der Therapie nicht darum gehe, die Maßstäbe zu senken. Shafran et al. nennt als vorderstes Therapieziel die Abhängigkeit des Selbstwertgefühls von Leistung anzugehen (Shafran et al., 2010).
Durch das Erlernen von Flexibilität während der Therapie, fällt es den Betroffenen leichter, sich an den ständig wechselnden Lebensumständen anzupassen und werden dadurch für den Therapeuten spürbar freier. Dabei bedeutet die Flexibilität nicht die hohen Ziele aufzugeben, sondern diese als „Soll“ und nicht als „Muss“ sehen zu können. D.h. nach Perfektion zwar zu streben, aber sich eine akzeptierende Haltung gegenüber Fehlern aufzubauen. Bei Bonelli wird genau dies „Imperfektionstoleranz“ genannt.
Wichtig ist es, dass Betroffene nicht auch in der Therapie versuchen, perfekt und der ideale Patient zu sein, um dem Therapeuten zu gefallen. Der Perfektionist legt sich typischerweise im Vorfeld eine Struktur fest und versucht, alle möglichen Szenarien durchzudenken, um auf alles vorbereitet sein zu können. Dadurch kann für den Perfektionisten die eigentlich hilfreiche Psychotherapie die Gefahr einer ständigen Prüfungssituation entstehen. (Lundh, 2004) Die Schwierigkeit eine Arbeitsbeziehung mit dem Therapeuten aufzubauen, stimmt mit Studienergebnissen überein, dass Perfektionisten generell häufig Probleme und Schwierigkeiten mit Beziehungen berichten.